# علم النفس الشعبي
علم النفس الشعبي أو علم النفس المنطقي هو القدرة الطبيعية على شرح وتوقع السلوكيات والأحوال العقلية للآخرين. وتستخدم العمليات والعناصر التي تتم مصادفتها في الحياة اليومية، مثل الألم والمتعة والإثارة والقلق، مصطلحات لغوية تعارض اللغة الاصطلاحية الفنية أو العلمية.
ويرتبط علم النفس الشعبي بالتمثيل المنطقي. وأسهل طريقة لوصف شيء ما يكون من خلال الإشارات إلى العناصر الشائعة. وبتلك الطريقة، كان الاتحاد بين التمثيل وعلم النفس الشعبي أمرًا لا مفر منه.
وبشكل تقليدي، ركزت دراسة علم النفس الشعبي على كيفية تعامل الأشخاص المعتادين، الذين لم يحصلوا على التدريب الرسمي في المجالات الأكاديمية العلمية المتنوعة، مع وصف الحالات العقلية. وقد تم تركيز هذا النطاق بشكل رئيسي على الحالات المتعمدة التي تعكس اعتقادات ورغبات الأفراد، والتي يتم وصف كل منها من حيث اللغة والمفاهيم اليومية مثل «الاعتقادات» و«الرغبات» و«الخوف» و«الأمل».

## المفاهيم الشعبية الرئيسية

### التعمد
عند تصور أو شرح أو نقد السلوك البشري، يميز البشر بين الإجراءات المتعمدة وغير المتعمدة. ويعد تقييم إجراء ما على أنه ينبع من إجراء متعمد أو من ظروف طارئة هو العامل المحدد الرئيسي فيما يتعلق بالتفاعل الاجتماعي. على سبيل المثال، يمكن النظر إلى ملاحظة نقدية يتم الحكم عليها على أنها متعمدة من خلال متلقي الرسالة على أنها إهانة جارحة. وعلى العكس من ذلك، إذا تم اعتبار أنها غير متعمدة، يمكن أن يتم تجاهل هذه الملاحظة ونسيانها.
ويتم استخدام هذا المفهوم الخاص بالتعمد للتمييز بين السلوك المتعمد وغير المتعمد في الرياضة عندما تتم معاقبة الأخطاء المتعمدة بشكل أكثر حدة من تلك التي يرى الحكام أنها غير متعمدة. كما يتم تطبيق هذا المفهوم كذلك في النظام القضائي فيما يتعلق بالقانون الجنائي من أجل التمييز بين القتل والقتل غير المتعمد.
وتتجاوز أهمية هذا المفهوم تقريبًا كل أوجه الحياة اليومية: حيث استكشفت الدراسات التجريبية في مجال علم النفس الاجتماعي والتنموي دور التعمد المتصور على أنه وسيط للعنف والصراعات في العلاقات والأحكام المرتبطة بإلقاء اللوم بالمسؤولية أو العقاب.
وقد أظهرت الكتب التجريبية المتعلقة بعلم النفس الشعبي أن نظريات الأشخاص فيما يتعلق بالإجراءات المتعمدة تشتمل على أربعة عوامل مميزة، هي: الاعتقادات والرغبات والتاريخ السببي وعوامل التمكين. وفي هذا الإطار، تمثل الاعتقادات والرغبات المتغيرات الرئيسية المسئولة عن النظريات الشعبية فيما يتعلق بالتعمد.
وتنطوي الرغبات على النتائج التي يرمي إليها الفرد، بما في ذلك تلك التي يستحيل تحقيقها. والفارق الرئيسي بين الرغبات والنوايا هو أن الرغبات يمكن أن تكون افتراضية بشكل تام، في حين أن النوايا تحدد الناتج الذي يحاول الفرد أن يجني ثماره.
وفيما يتعلق بالاعتقادات، هناك أنواع متعددة تتعلق بالنوايا، منها الاعتقادات المتعلقة بالنتائج والاعتقادات المتعلقة بالقدرات. واعتقادات النتائج هي الاعتقادات المتعلقة بما إذا كان الإجراء المحدد سيفي بالغرض فيما يتعلق بالنوايا، كما هو الحال عند «شراء ساعة جديدة من شأنها التأثير على أصدقائي». وتتكون القدرة من إيمان الفاعل فيما يتعلق بقدرته أو قدرتها على تنفيذ إجراء ما، كما هو الحال في «يمكنني أن أدفع فعلاً ثمن الساعة الجديدة». وفي ضوء ذلك، افترض هايدر أن الاعتقادات المتعلقة بالقدرات يمكن أن تعزى إلى التسبب في تكوين الأفراد للأهداف التي لولا ذلك لم يكن بالإمكان الاستمتاع بها.

### الفهم والتنبؤ

#### نموذج السياق
يعد علم النفس الشعبي أمرًا ضروريًا من أجل تقييم وفهم المفاهيم والعناصر الجديدة بشكل مطلق. ونموذج السياق، الذي تم تطويره على يد ميدين وألتوم وميرفي، يفترض أنه نتيجة النماذج العقلية في شكل النموذج والتمثيلات النموذجية، يمتلك الأفراد القدرة على تقديم وفهم البيئة حولهم بشكل أكثر دقة.
وبموجب هذا النموذج، فإن التشابه الإجمالي بين النموذج وحالة محددة لفئة ما يتم تقييمه اعتمادًا على أبعاد متعددة (على سبيل المثال، الشكل والحجم واللون). وقد تم تكوين وظيفة مضاعفة تمت صياغتها بناءً على هذه الظاهرة.